# 阿爾萬
阿爾萬是伊朗的城市，位於該國西南部，由胡齊斯坦省負責管轄，距離首府阿瓦士約70公里，處於首都德黑蘭西南約500公里，海拔高度34米，2006年人口6,100。